# Климент III
Климент III (лат. Clemens PP. III; в миру Паоло Сколари, итал. Paolo Scolari; ? 1105/1110 — 20 марта 1191) — Папа Римский с 19 декабря 1187 года по 20 марта 1191 года.

## Духовная карьера
Паоло Сколари был уроженцем Рима и стал первым после кончины Иннокентия II (1143 год) римлянином на папском престоле. Точная дата его рождения неизвестна, но хронисты отмечают его преклонный возраст к моменту избрания на кафедру. В течение длинного понтификата Александра III хранил ему верность и последовательно назначался архипресвитером Латеранского собора, кардиналом-диаконом Санти-Серджо-э-Бакко и, наконец (1180 год), кардиналом-епископом Палестрины. Через два дня после кончины Григория VIII в Пизе Паоло Сколари был избран папой и принял имя Климента III. 7 января 1188 года Климент III был коронован, церемонию проводил его будущий преемник — кардинал Джачинто Бобоне Орсини.

## Понтификат
Будучи уроженцем Рима, Климент III сумел добиться примирения папства с римлянами, завершив тянувшийся c 1143 года конфликт, и вернуться в свою столицу в феврале 1188 года. Окончательный договор был подписан 31 мая 1188 года: по нему римляне сохранили за собой право выборов магистратов, но право назначения губернатора города было передано папе.
К числу примечательных решений Климента III относятся утверждение архиепископов Трирского (конфликт вокруг двойных выборов тянулся со времён Луция III) и Сент-Андрусского (аналогичный конфликт с двойными выборами продолжался с понтификата Александра III). 13 марта 1188 года Климент III освободил шотландскую Церковь от власти архиепископа Йорка, подчинив её напрямую Святому Престолу.
Основной задачей Климента III стала организация Третьего крестового похода, объявленного его предшественником в булле Audita tremendi. Папские легаты добились примирения враждовавших королей Филиппа Августа Французского и Генриха II Английского, после чего Филипп Август и Ричард I Львиное Сердце (сын и наследник Генриха II) приняли крест. Сам Климент III, продолжая политику Григория VIII, разрешил конфликт папства и Империи, в результате чего крест принял и Фридрих I Барбаросса. К моменту кончины Климента III Фридрих Барбаросса погиб, а Филипп Август принял решение вернуться из Святой земли во Францию, но поход продолжался под командованием Ричарда. К моменту неудачного завершения Третьего крестового похода (1192 год) Климент III уже умер.
Кончина бездетного сицилийского короля Вильгельма II Доброго (18 ноября 1189 года) послужила началом растянувшего с перерывами на семь десятилетий конфликта папства с Гогенштауфенами, так как нарушила традиционно поддерживаемое папами равновесие между Священной Римской империей, в которую входили североитальянские территории, и норманнским Сицилийским королевством (Южная Италия). С момента появления норманнов в Южной Италии папы умело лавировали между императорами и норманнами, поддерживая то одну, то другую сторону. Тётка и потенциальная наследница Вильгельма II Констанция была замужем за сыном Фридриха Барбароссы Генрихом VI. Переход Сицилийского королевства в руки Генриха VI означал бы для папства катастрофу, так как Папская область оказалась бы зажатой между Империей и Сицилией, находившимися в руках Гогенштауфенов.
В связи с вышеизложенным, Климент III, в нарушение законных прав Генриха VI и Констанции, поддержал избрание на трон Сицилии незаконнорождённого Танкреда ди Лечче, признал последнего королём и согласился на его коронацию в соборе Палермо (18 января 1190 года). Генрих VI, со своей стороны, объявил о своих правах на Сицилию, собрал армию и в ноябре 1190 года двинулся на Рим для своей имперской коронации, чтобы затем вторгнуться в Южную Италию. Ломбардские города и Пиза поддержали короля, и он, не встречая препятствий, приступил к Риму (март 1191 года). Внезапная кончина Климента III (20 марта 1191 года) избавила папу от встречи с Генрихом VI, и проблема сицилийского престолонаследия перешла к его преемнику Целестину III.